# Uhlisko
Uhlisko (německy Kohlstein) je hora v Podbělském hřbetu pohoří Králický Sněžník. Jedná se vlastně o výběžek hřebene (jakýsi ostroh) mezi vrcholy Sušina a Podbělka. Nadmořská výška vrcholu 1241 m. Svahy hory jsou velice strmé, kromě hřbítku, který se mírně zvedá a napojuje se na hlavní hřeben.

## Hydrologie
Voda ze svahů hory odtéká voda do přítoků Moravy, jednak bezejmenných a také potok Poniklec.

## Vegetace
Vrcholové partie hory (asi nad 1100 m) jsou porostlé převážně horskými třtinovými smrčinami. V nižších polohách jsou potenciální přirozenou vegetací horské acidofilní bučiny, jednalo by se o smíšené lesy s dominancí buku lesního, smrku ztepilého a jedle bělokoré. V současnosti jsou ale často přeměněny na kulturní smrčiny. Velká část strmých svahů hory je v současnosti odlesněna, jedná se o imisní holiny, ale také primární bezlesí, rozsáhlá kamenná moře.

## Ochrana přírody
Oblast vrcholu hory je součástí NPR Králický Sněžník a EVL Králický Sněžník, ale leží už mimo Ptačí oblast Králický Sněžník.